# Eberhard von Oertzen

Eberhard von Oertzen

Eberhard von Oertzen (* 26. April 1856 in Dorow, Kreis Regenwalde, Hinterpommern; † 11. Juli 1908 in Berlin-Charlottenburg) war ein deutscher Naturforscher und Privatgelehrter.

## Familie
Eberhard von Oertzen entstammte dem alten mecklenburgischen Adelsgeschlecht von Oertzen. Er war der dritte Sohn von Adolf von Oertzen (1825–1857) auf Dorow und seiner Frau Anna, geb. Gräfin Reichenbach-Goschütz (1828–1904). Er hatte noch zwei ältere Brüder: den späteren Generalleutnant Victor von Oertzen (1854–1934) und Karl von Oertzen (1855–1907), den Besitzer des Gutes Dorow. Nach dem frühen Tod des Vaters zog seine Mutter mit ihren drei kleinen Kindern der Schule wegen erst nach Treptow an der Rega, dann nach Frankfurt (Oder). Anschließend besuchte er die Klosterschule Ilfeld bis zum Abitur. Er heiratete erst spät am 5. Oktober 1906 in Berlin-Charlottenburg die Pastorentochter Gertrud Bachmann (1878–1952) aus Heldrungen. Aus dieser Ehe ging eine Tochter (Wiltrud) hervor.

## Leben
Von seiner Mutter pietistisch erzogen, studierte er nach Ableistung seines Wehrdienstes Naturwissenschaften und Philosophie. Die Unvereinbarkeit von Glaubenslehren und den damals aufkommenden neuen naturwissenschaftlichen Erkenntnissen brachten ihn zeitweise in schwere Konflikte. Mit allen Fragen, die ihn bewegten, setzte er sich schriftlich auseinander. Die Aufzeichnungen sind erhalten und spiegeln die Zeitströmungen des 19. Jahrhunderts wider.
Als Mitglied der Geographischen Gesellschaft in Berlin und teilweise mit Unterstützung staatlicher naturwissenschaftlicher Museen unternahm er zahlreiche Reisen durch Europa, die Türkei und Teile Kleinasiens, um für diese zu sammeln. Die von ihm in gründlicher Kleinarbeit angelegten Verzeichnisse seiner Sammlungen, die hauptsächlich aus Schneckenhäusern und Steinen bestanden und die gedruckt wurden, waren in seiner Zeit wertvolles wissenschaftliches Material, das ihm in Fachkreisen Anerkennung als Naturwissenschaftler und Privatgelehrter einbrachte. Seine umfangreiche Molluskensammlung befindet sich heute im Zoologischen Institut der Universität Hamburg. Eine ihm angebotene Anstellung an einem Berliner Museum schlug er aus, um seine Unabhängigkeit als Privatgelehrter zu erhalten.
Siehe Anatololacerta oertzeni Südwestanatolische Eidechse

## Publikationen
- Oertzen, E. von 1886. Verzeichnis der Coleopteren Griechenlands und Creta. Berliner Entomologische Zeitschrift 30: 189–293.
- Oertzen, E. von 1897. Beitrag zur Kenntnis der Gattung Anomalipus. Deutsche Entomologische Zeitschrift 1: 33–46.